# Scleroplegma lanterna
Scleroplegma lanterna är en svampdjursart som först beskrevs av Schmidt 1879.  Scleroplegma lanterna ingår i släktet Scleroplegma och familjen Diapleuridae.
Artens utbredningsområde är Kuba. Inga underarter finns listade i Catalogue of Life.